# Hadena magellana
Hadena magellana là một loài bướm đêm trong họ Noctuidae.